# Johann Jakob Spiller
Johann Jakob Spiller (1823 - 1894), was een Zwitsers politicus. Hij was als liberaal politicus lid van de Regeringsraad van het kanton Zürich.
Johann Jakob Spiller was in 1882 en in 1888 voorzitter van de Regeringsraad van Zürich (dat wil zeggen: regeringsleider van het kanton Zürich).